# Kristaps Grebis
Kristaps Grebis (ur. 13 grudnia 1980 w Lipawie) – piłkarz łotewski grający na pozycji napastnika.

## Kariera klubowa
Karierę piłkarską Grebis rozpoczął w rodzinnej Lipawie, w klubie Liepājas Metalurgs. W 2000 roku zadebiutował w jego barwach w pierwszej lidze łotewskiej. Początkowo nie przebił się do składu Metalurgsa i w 2001 roku odszedł do FK Rīga, gdzie grał w podstawowym składzie. W 2002 roku wrócił do Metalurgsa i stał się jego podstawowym zawodnikiem. W latach 2003 i 2004 został wicemistrzem kraju, a w 2005 roku wywalczył pierwsze w karierze mistrzostwo kraju i pierwsze w historii klubu z Lipawy. W 2006 roku z kolei ponownie został mistrzem kraju i zdobył Puchar Łotwy.
W 2006 roku Grebis wyjechał do Anglii i grał w drużynie z ligi Conference National, Oxford United. W marcu 2007 roku rozwiązał kontrakt z Oxfordem i wrócił na Łotwę. Do końca roku grał w FK Ventspils, ale nie strzelił gola. W sezonie 2007 Ventspils został mistrzem kraju i zdobył Puchar Łotwy.
W 2008 roku Grebis ponownie został zawodnikiem Metalurgsa. W sezonie 2009 z 30 golami wywalczył tytuł króla strzelców ligi przyczyniając się do zdobycia przez Metalurgs drugiego w historii mistrzowskiego tytułu.
| Sezon     | Klub               | Kraj        | Rozgrywki           | Mecze | Bramki |
| --------- | ------------------ | ----------- | ------------------- | ----- | ------ |
| 2000      | Liepājas Metalurgs | Łotwa       | Virslīga            | 7     | 1      |
| 2001      | FK Rīga            | Łotwa       | Virslīga            | 20    | 3      |
| 2002      | Liepājas Metalurgs | Łotwa       | Virslīga            | 16    | 14     |
| 2003      | Liepājas Metalurgs | Łotwa       | Virslīga            | 24    | 6      |
| 2004      | Liepājas Metalurgs | Łotwa       | Virslīga            | 23    | 7      |
| 2005      | Liepājas Metalurgs | Łotwa       | Virslīga            | 24    | 7      |
| 2006      | Liepājas Metalurgs | Łotwa       | Virslīga            | 25    | 11     |
| 2006/07   | Oxford United      | Anglia      | Conference National | 4     | 0      |
| 2007      | FK Ventspils       | Łotwa       | Virslīga            | 11    | 0      |
| 2008      | Liepājas Metalurgs | Łotwa       | Virslīga            | 24    | 13     |
| 2009      | Liepājas Metalurgs | Łotwa       | Virslīga            | 28    | 30     |
| 2010      | Liepājas Metalurgs | Łotwa       | Virslīga            | 23    | 12     |
| 2010−2011 | FK Gəncə           | Azerbejdżan | Premyer Liqa        | 5     | 0      |

## Kariera reprezentacyjna
W reprezentacji Łotwy Grebis zadebiutował 10 września 2008 roku w przegranym 0:2 spotkaniu eliminacji do Mistrzostw Świata 2010 z Grecją.